# Ctenolucius
Ctenolúcio são os caracídeos do gênero Ctenolucius, um gênero de peixes da família Ctenoluciidae. Está distribuída do sul da América Central (Panamá) ao noroeste da América do Sul (Colômbia e Venezuela).
Existem 2 espécies atualmente atribuídas a este gênero:
- Ctenolucius beani (Fowler, 1907)
- Ctenolucius hujeta (Valenciennes, 1850)